# Character bashing
Character bashing o «bashing» (literalmente, golpear personajes), es un término usado en la jerga de un fandom para referirse al desprecio de un personaje ficticio por parte de los fanáticos.

## Concepto
El «bashing» como tal constituye un fenómeno común en cualquier fandom y se usa para referirse a cualquier odio o desprecio masivo hacia un personaje ficticio. A priori todos los fandoms, ya sean de novelas, libros películas, manga, anime, cómics, videojuegos, etc. son susceptibles de sufrir bashing, y en algunos casos constituye una parte importante de la idiosincrasia de un fandom.
En un fandom el bashing se suele manifestar a través de fanfics, fanarts, foros de opinión y en general en cualquier forma en que los integrantes del fandom tengan para dar a conocer sus pensamientos sobre un personaje. Normalmente, suele ser en forma de insultos abiertos hacia los personajes, imágenes donde aparecen de forma denigrante y fanfics donde incluso se puede llegar al «death fic» (asesinato y/o muerte del personaje), normalmente sin un sentido real.

## Razones
Las razones de por qué sucede el fenómeno «bashing» pueden ser muy variadas, pero el odio hacia un personaje suele tener aspectos comunes. A saber:
- El personaje que sufre bashing suele ser femenino, aunque no sea así en todos los casos.
- Los personajes masculinos o las «mascotas» de muchos animes también sufren bashing aunque en menor medida.
- El bashing suele estar provocado por la parte femenina del fandom. De nuevo, no es así en todos los casos.
- El bashing suele manifestarse sobre todo a través de los fanfics de los propios fanes; en menor medida ocurre con los fanarts, fancomics o AMV.
- En algunos casos produce una fuerte división en facciones dentro de un fandom.
- Puede que un fandom empiece teniendo mucho bashing hacia determinado personaje, pero eventualmente sea superado o ignorado.
- Suele producirse en fandoms de gran peso.
- Varía según la nacionalidad del fandom. Un fandom angloparlante puede tener bashing, pero no ocurrir así en un fandom hispanohablante, o viceversa.
- Fenómenos como las «shipping wars», el yaoi, «crack-pairing» y otros que envuelvan las relaciones personales de los personajes, suelen propiciar la aparición de bashing, especialmente hacia los personajes femeninos.

El bashing como tal ocurre entre cualquier fandom de cualquier nacionalidad pero resulta mucho más representativo entre los fandoms angloparlantes.